# Åndehus
Åndehus (Spirit House, san phra phum, Thai: ศาลพระภูมิ, eller blot phi ban, der betyder "spøgelse(s) hus" på jævn Lao-Isaan-dialekt, som omkring halvdelen af thaierne taler, samme betydning som "ånd(e) hus", Thai: ผีบ้าน; Khmer: rean tevoda, "place for the tevoda-spirit", hus-ånden/ånderne, eller pteah phum, "house for the spirit of the land", land-ånden/ånderne) er en helligdom til et steds beskyttende ånder. Åndehuse findes i nordvestlige sydøstasiatiske lande som Burma, Cambodia, Laos og Thailand.
Åndetilbedelse eller animisme har overlevet tidens tand, og da buddhismen blev introduceret i Sydøstasien, blev disse oprindelige overbevisninger ikke fjernet, men udviklede sig side om side, så meget af den gamle animistiske tro er sammenflettet med moderne buddhisme. De fleste huse og virksomheder har et eller to åndehuse stående på et sted, udvalgt i samråd med en Brahminpræst eller åndemaner. Åndehuse har ofte form som et miniature tempel og kan være bygget af cement eller træ, monteret på en søjle eller fire ben, ofte stående på en lille forhøjning. Åndehuset er beregnet til at give ly til ånderne, der kan forårsage problemer for mennesker, hvis de ikke formildes med en bolig, gaver, og mad og drikke.
Rejsende og turister i Sydøstasien kan ikke undgå at se åndehuse, normalt som et par – det ene stående på en høj enkelt søjle, det andet på lidt lavere fire ben, typisk med en stige op til en platformen med miniature templet – udstyret med små figurer af dyr og mennesker, samt offergaver foran i form af friske blomster samt lidt mad og drikke, ofte et glas med rød sodavand, eller en hel flaske rød Fanta.

## Baggrund og traditioner
Der er utallige guder og andre himmelske væsener i sydøstasiatisk folklore, men de primære ånder, som mennesker bekymrer sig om, er Phra Bhum Jowthee, jordens åndelige beskyttere. Der er 11-12 sådanne vogtere, og hver af dem giver forskellig beskyttelse. Husets Vogter og Havens Vogter er så frekventerede og tilbedte, at de er de eneste to typer ånder, der bygges permanente boliger til. For eksempel har ethvert thai hus, og enhver thai bygning, miniature huse til disse to ånder, kendt som Phra Phum og Chao Thi. Åndernes huse afspejler den menneskelige husejers status – de kan være et primitivt ly for vind og vejr, eller et helt lille palads – jo større menneskeboligen, eller virksomheden, er, des større er ånderhusene. Ofte har et bysamfund desuden et fælles åndehus, Chao Pho.
En ånd er ofte benævnet med thai-ordet phi, der bruges i flæng om såvel spøgelser, som ånder, og andre æteriske væsener. Da Buddhismen ingen egentlig gud har, er den sydøstasiatiske Theravada Buddhisme integreret med folkerelion, hvilket er en blanding af folketroens mangfoldige animisme og områdets tidligere hinduisme. Hvor man på dansk forsøger at forklare spøgelser som noget adskilt fra sjæl og ånd, så er de mere sammenflydende i sydøstasiatisk kultur. Ordet "phi" anvendes for såvel spøgelser som ånder, især i lao-thai dialekten på Isaan plateauet, hvor en tredjedel af befolkningen bor. Her kaldes åndehus for phi ban (dansk: spøgelse + hus), i stedet for ordet "san" for "hus", efterfulgt af åndens navn, for eksempel San Phram Phum, der på trods af at være en ånd (husvogterånd), ofte manifesteres med en figur af den hinduistiske engel Phra Chai Mongkol. Phra er også en flertydig, det er thai-udtalen af sanskrit ordet bara (vara), der enten adjektivt kan mene fremragende, eller som navneord betyde en velsignelse, men tillige bruges "phra" som royal titel, for eksempel Phra Thep (Prinsesse Engel). Ordet "phi" anvendes også som titel på genfærd, før deres navn, for eksempel phi Nang Thani, hvor tillige indgår "nang", der betyder "lady", på dansk "fru". Nogen gange kan "nang" være udskiftet med "mae", der betyder "frøken", for eksempel Mae Nak Phra Khanong, der er "Frøken Nak fra (stedet) Phra Khanong", et meget kendt spøgelse, der populært benævnes som både Mae Nak (Frøken Nak) eller Nang Nak (Lady Nak).

### Altid bede ånderne om lov
Man skal altid spørge himmelske væsener om lov, før man foretager sig noget – det er i det hele taget indbegrebet i meget af hverdagen, hvor astrologi, numerologi og Fortune Telling (spå), indgår. Det kan være både munke i det buddhistiske tempel, eller egentlige spåkoner, eller spåmænd, der fortæller om, hvad man skal gøre for at få en god og lykkelig fremtid. Spådommen er oftest baseret på kort, i dag Tarok-kort, eller håndlæsning, eller en kombination af det hele. Således skal man også spørge de allesteds nærværende ånder om lov.
Der er en stærk tro på, at før man begynder at bygge på en grund, eller bygge nyt, kan man risikere at forstyrre de ånder, som bebor ejendommen. Så for at beskytte den kommende bolig, eller forretning, fra gengældelsesaktioner grundet misbehag fra disse, med et moderne udtryk poltergeister, placerer man et miniaturehus på en søjle, som disse væsener kan tage ophold i. En beskeden bolig, men spøgelserne finder den slags ganske tiltrækkende – dog skal man sørge for, at åndernes hus aldrig står et sted, skyggen fra den ny bygning når. Desuden skal man for enhver pris sikre sig, at disse væsener er lykkelige, hvilket kan gøres ved at ofre blomster, frugt, ris, drikkevarer og røgelse (røgelsespinde), for at pacificere de æteriske beboere. Formålet med åndehuse er at give ly til himmelske væsener, spøgelser og ånder, mens de endnu opholder sig på det jordiske plan. Ifølge folketroen kræver disse skabninger respekt fra mennesker, og de kan blive drilagtige, og forårsage katastrofal interferens, hvis de ikke får det, som de vil have det. Phra Bhum Jowthee, jordens åndelige beskyttere (ånderne), forventer for eksempel forlods information om menneskers intention om påbegyndelse af en forretning på lokaliteten, eller foretagelse af ændringer i et eksisterende foretagende. Hvis mennesket ikke forlods, respektfuldt har bedt om tilladelse, kan det medføre forretningens fallit.

### Ni forskellige ånder udover hus og have
Husets Vogter, Phra Phum, er også ånden eller ånderne, der hjælper i forretnings spørgsmål, da forretning og hjem ofte er i samme sted. Det er usikkert, om det er en ånd, der våger over alle huse, eller om det er individuelle ånder for hvert hjem. Hvis man spørger i Thailand, så har hvert hjem sine ånder, og de bor i åndehuset, ved siden af menneskenes hus. Hvis man helhjertet tror på dette, er det vigtigt at tænde lys og røgelse hver morgen, og bede ånden om at beskytte hjemmet. Andre gør det kun ved rituelle lejligheder.
Større virksomheder har derimod en helligdom (shrine) for Phra Phrom, thai repræsentationen af hindu guden deva Brahma, der almindeligvis antages at beskytte mod farer og give velstand i erhvervslivet. Thaibuddhismen respekterer mange brahma guder, herunder Universets skaber og visdommens gud, Phrom med fire ansigter. Buddhismen voksede ud af en kultur, der troede på mange niveauer af guder, kaldet devaer. Brahmas fire ansigter repræsenterer de fire Vedaer, samt en række andre tolkninger. Ud fra thai-perspektiv symboliserer de fire ansigter, at den store Brahma er i stand tilbyde hjælp til mennesker, der råber til ham fra alle retninger (fire verdenshjørner). Den mest kendte helligdom for Phra Phrom er helligdommen Erawan i Bangkok. Der er altså her tale om en gud, og ikke en ånd eller spøgelse.
Havens Vogter, Chao Thi, våger over og beskytter de naturlige omgivelser, gårdpladser, haver og frugtplantager. Der er derimod en separat ånd for rismarker, så man skal ikke forveksle Havens Vogter med en ånd, der beskytter landbruget. Blomster, frugt og planter er imidlertid så vigtige, at Havens Vogter også har sit eget permanente hus.
De andre ni beskyttere er Vogteren af Porte og Trapper, der menes at opholde sig i hjemmets dørtrin, hvorfor man aldrig må træde på dørtrinnet til et thailandsk hus. Så er der Vogteren af Dyr, Vogteren af Forrådshuse og Lader, Phi Na som er Vogteren af Marker og Rismark (Rice Paddy, oversvømmet mark, da ris gror i vand), Vogteren af Skov, Vogteren af Bjerge, Vogteren af Templer, Vogteren af Vand, og Vogteren af Militære Forsvarsanlæg.

## Åndehuse og ofringer
Midlertidige åndehuse nødvendige til forbøn af en bestemt ånd, kan til enhver tid konstrueres på ethvert sted. Et eksempel på dette, er et åndehus i rhododendronskoven på toppen af Doi Inthanon i det nordlige Thailand. Midt i en flere hundrede år gammel skov står et åndehus bygget til soldater, der døde i en helikopterstyrt år tilbage. Forrest på platformen er der, ud over lysestager og røgelsesholdere, små afsatser til placering af brændende cigaretter – dette fordi, de afdøde i helikopterstyrtet mentes at have været rygere.
Stilen og opførelse af en ånds hus kan være ganske simpel, eller som et miniature tempel eller thailandsk træpalads. Den nøjagtige stil afhænger ofte af to faktorer, den ånd man ønsker at invitere indenfor, og hvor meget man har råd til bygge åndehus for. Byggeriet i sig selv er et specialiseret område, og kun en ekspert i åndhus-entreprise kan komme i betragtning. Konstruktørens ansvar, ud over selve bygningen, er at være bekendt med alle de nødvendige involverede ritualer, så ånden kan blive inspireret til at finde netop dette hus acceptabelt som en jordisk bolig. I praksis vil mange almindelige bygherrer vælge at købe et par åndehuse fra en forhandler, og bede en Brahminpræst eller åndemaner foretage indvielses ritualerne. Et åndehus hedder "san" på thai, men mange landbybeboere på Isaan, det store nordøstlige plateau, kalder det blot spøgelseshus, "phi ban", hvor "phi" betyder spøgelse, og "ban" egentligt er et hus til mennesker (eller en hel landsby).
San Chao Thi (San Jao Thi), Jordherrens eller Havens Vogters Bopæl skal være lig et gammeldags træhus, og løftet fra grunden på fire pæle. Jordherren (Lord of the Land) vil være repræsenteret som figurer af en gammel mand og kvinde. Der vil være et udvalg af hjælpere, engle, og dansende piger, samt elefanter og andre dyrefigurer, for at fuldstændiggøre et tillokkende miljø til Jordherren. Forholdet mellem ånden og mennesket er til gensidig fordel: Vi tager os af dig – ved at give dig et pænt hus – og du vil tage dig af os.
San Phra Phum til Husets Vogter står på enkelt pille (firkantet søjle), og den er højere end Jordherrens pæle. Ligesom i San Chao Thi udstyres huset og omgivelser med et tilsvarende udvalg af hjælpere. Det er derimod lidt forskelligt om husets herre er et ældre par, eller den hinduistisk engel, Phra Chai Mongkol, eller begge. Flere erhvervdrivende kan være fælles om et sæt åndehuse, mens indkøbscentre og større forretnings foretagender, samt offentlige bygninger, i stedet har San Phra Phrom, en bred pille med en helligdom for Phrom, hindu-guden Brahma.
Der findes også større huse man kan gå ind i, bygget i jordniveau. Herinde står der miniature huse, ofte i træ, foruden et udvalg af figurer, samt menneskenes ofringer.
Ofringer til ånderne kan være næsten alt, men traditionelt er det blomster guirlander, betel blade, bananer, ris, kylling, and, og et udvalg af anden spise samt drikkevarer, inklusive alkohol, Hvorfor thailandske ånder er specielt glade for at drikke rød Fanta (Fanta nam daeng), eller den tilsvarende lokale røde est, er ikke umiddelbart forklarligt, men sådan gjorde bedsteforældre og forældre, og måske det har noget at gøre med at rød er en lykkefarve, eller rød symboliserer blod. Rød Fanta er en meget populær drik, og nu afdøde kong Bhumibol foretrak rød farve, og thaifolket elskede deres konge, lyder en anden mulig forklaring. Avisen Bangkok Post skrev i en artikel, at det også kan skyldes kuman thong, der markeres som en figur af en lille dreng, eller nang kwak, den vinkende yngre pige, og børnespøgelser holder angiveligt af røde drikke, lige som andre børn. Men det kan også være fordi den røde søde drik er sød nok, til at have nok energi for, at ønsker bliver opfyldt. Artiklen tilføjede at der er mange muligheder, og nævner tillige blod, at hengivne sandsynligvis ikke ønsker at skære i sig selv hver dag for at behage disse væsener, så de begyndte i stedet at tilbyde dem flasker med rød drik – for at snyde dem.

### Fotos, åndehuse og ofringer
- Midlertidigt åndehus på en byggeplads (Koh Samui)
- Primitivt åndehus for Phi Na (Vogter af Marker og Rismark) i en rismark (Isaan, Thailand)
- Udstilling af åndehuse hos thailandsk forhandler (Pattaya)
- Træåndehuse til salg (Thailand)
- Indvielsesritual: En åndemaner forbereder figurer til indflytning i nye åndehuse (Koh Samui)
- Indvielsesritual: Åndemaneren har tilberedt ånderne et festmåltid, til gengæld for at flytte ind i deres to nye huse
- Indvielsesritual: Hvide bomuldstråde beskytter mod afdøde personers sjæle, der endnu ikke har fundet hvilested, angiveligt lokket ind i husene
- Indvielsesritual: Åndemaneren bruger blandt andet bøn til at få ånder til at flytte ind i deres ny huse
- Indvielsesritual: Et sæt nyindviede thai åndehuse (Koh Samui)
- En buddhist munk foretager indvielsesritual af åndehus
- Landsbyboere giver offer til ånderne (Thailand)
- Simpelt træåndehus ved Wat Kham Chanot nær Ban Dung (Udon Thani, Thailand)
- Åndehus bygget i typisk thai træhus-stil (Pattaya)
- Fornemt træåndehus flankeret af elefanter og andre dyr (Udon Thani, Thailand)
- Åndehus man træder ind i, indenfor står miniature træhuse, figurer og offergaver (Koh Samui, Thailand)
- En gruppe forretninger deles om et sæt flotte åndehuse (Bo Phut, Koh Samui)
- Helligdom for Phra Phrom, guden Brahma, står typisk foran større forretningsforetagender
- "Beboere" i Husvogterens åndehus, her både et ældre par og en engel med sværd
- "Beboere" i Husvogterens åndehus, her alene englen Phra Chai Mongkol
- "Beboere" i Jordherrens åndehus
- "Beboere" i Jordherrens åndehus
- Åndehus med ofringer
- Massevis af fjerkræ, som små figurer, er stillet som offer ved foden af et sæt åndehuse
- Offer til ånderne i forbindelse med start af et nyt byggeri

## Gamle udtjente åndehuse
Åndehuse skal vedligeholdes i god stand, så der kan opstå et tidspunkt, hvor de på grund af ælde, er nødt til at blive udskiftet. Når det sker, afholdes der en ceremoni, hvor det gamle åndehus nedtages og et nyt sættes op i stedet. Det gamle åndehus kan dog ikke bare skrottes, det finder derimod et nyt hvilested i nærheden af et tempel eller en Wat, hvor gamle åndehuse ofte ses klumpet sammen et enkelt sted, som en hel forladt og forfalden miniature-by. Det kan også være i en skov, man hensætter de udtjente åndehuse, eller langs en øde vej – for eksempel er der på Koh Samui en vej med hundredvis af hensatte åndehuse, den er kendt som Ghost Road (Spøgelsesvejen).

## Skov og vej ånder
Det er kendt at ånder kan tage bolig i gamle træer, så ser man et træ omviklet med farverige klædestykker og ofringer hensat ved foden, er det et symbol på, at dette træ ikke må fældes, da det er beboet. Bananplantager er især hjemsøgte af kvindelige ånder, kendt som Nang Thani (Lady Thani), en smuk ung kvinde i grønt traditionelt thai-kostume, så der er ofte mange åndehuse ved bananplantager. Legenden om Nang Thani er, at hun var en ung pige, der blev voldtaget og omkom. Om natten lokker hendes spøgelse med ungdom og uimodståelig skønhed mænd til sig, og som hævn stjæler hun deres forstand.
Kvindeånder kan også tage ophold i træer, hvilket der findes et eksempel på i skoven ved Namuang-1 vandfaldet på Koh Samui, hvor offergaverne inkluderer adskillige kjoler, sko og sågar en BH. Der er tale om en anden smuk, ung kvinde, phi nang Ta-khian (Lady Ta-khian spøgelset), som foretrækker røde og brune farver. Hun er vogter af Hopea odorata-træsorten, der på thai hedder ta-khian, et træ der har fremragende egenskaber til at bygge de karakteristiske Long-tail både af. Hvis man fælder træet og bruger det til andet end tempel- eller bådbygning, for eksempel til at bygge hus af, vil Fru Ta-Khian hævne sig grusomt, død kan være følgen.
Long-tail både (long-tail boat) er også dekoreret med farvede stofstykker bundet til stævnen. Det er for at gøre ånderne tilfredse, samt sikre en sikker søfart, og en god fangst. Det samme er tilfældet med, lastbiler og taxier, der udstyret med blomster guirlander, for at sikre fragt og passagerer på turen. Mange biler og taxi er også prydet med yantra – et religiøst symbol fra pali eller sanskrit, en slags mystisk diagram, malet af en munk – for at beskytte køretøjet og dets passagerer. Yantra-symbol kan også ses på husdøre, for at holde uindbudte og spøgelser ude, samt som tatoveringer.
Andre besynderlige steder man kan støde på spøgelser og åndehuse er vejkurver. Når motorkøretøjer passerer vil de dytte med hornet, ofte to gange, for at gøre ånderne opmærksom på deres tilstedeværelse. Meningen er, at give hjemløse ånder et hjem, så de ikke er ondskabsfulde over for trafikanterne, der er nødt til at passere "deres vej". Nogle åndehuse langs vejene kan også være rejst, for at at formilde forpinte sjæle fra mennesker, der led en voldsom død i fatale ulykker på disse steder. Man kan nogle steder se massevis af zebra-figurer i alle størrelser ved et åndehus i vejsiden. Det er ikke fordi thailandske guder eller ånder afbildes som eksotiske dyr, men skyldes ifølge arkæolog, professor Srisak Vanliphodom, at en zebra repræsenterer sikkerhed, derfor er dyret også knyttet til fodgængerovergange, der nogen gange males som en zebra-figur, i steder for bare zebra-striber.

### Fotos, skov og vej ånder
- Nang Thani er kvindespøgelset, der hærger bananplantager
- Træ ved Namuang-1 hvor den smukke kvindeånd, "Lady Ta-khian" bor. Hun får bl.a. silkekjoler og sko som offergaver.
- Ta-khian-træer ombundet med farvede satinbånd.
- Ta-khian-træer med helligdom i baggrunden.
- Landbybeboerere udfører en ceremoni for at hædre ånder ved en thailandsk flod
- En "hjemløs" ånd flyttede ind i et gammelt træ hos en ældre dame
- Åndehuse ved en vejkurve. Køretøjerne dytter, når de passerer (Chaweng Noi, Koh Samui)
- Massevis af rød Fanta som offergave til ånderne i et vejsving, den røde farve symboliserer muligvis blod
- Munk indfanger ceremonielt en vildfaren sjæl efter trafikulykke. Ånden tager midlertidig bolig i offerskålens gule blomster, mens den transporteres tilbage til sin afdøde krop, der ligger i en kiste i et tempel (2015).

## Ånder som spøger
I Krabi og Nakhon Si Thammarat-provinsen foretager man hvert 30. år et såkaldt "ghost bust" (dansk: spøgelsesjagt), senest i maj måned, 2018. Det er en ugelang festival, hvor man fjerner hjemløse ånder af de, der døde i trafikulykker, og sender de ceremonielt indfangede sjæle til fred i efterlivet. Thailand rangerer konsekvent blandt verdens top i antal af fatale trafikulykker, i 2016 omkom flere end 22.000 mennesker i trafikken.
I den sydlige provins Songkhla fodrer man sultne spøgelser ved Wat Wang Yai-templet i forbindelse med Månefestivalen, der er en vigtig årlig begivenhed i de sydlige buddhisters religiøse kalender. Det en lejlighed til at vise respekt og taknemmelighed over for døde forfædre. Et højdepunkt er Ching Pret-ceremonien, hvor almisser gives til sultne spøgelser (pret). Hjemsøgt af lyst og tilknytning i livet, er spøgelserne plaget af en umættelig sult efter bestemte genstande, hvilket er symboliseret ved deres afmagrede kroppe, små munde og store gribende hænder. Ved templet placeres snacks og drikkevarer på en høj platform, så de sultne spøgelser kan nå dem.

### Ai Khai
I den sydlige Nakhon Si Thammarat-provins findes en meget populær ånd, "Ai Khai" der oversættes til "Æggedrengen". Specielt under coronaviruspandemien voksede Ai Khais popularitet, så op til 10.000 besøgte Wat Chedi-templet, hvor ånden holder til, på en enkelt dag, og flere end 300.000 kom i løbet af en måned. I nogle måneder kom helt op til en halv million besøgende, hvilket medførte, at de vanlige 14 daglige rutefly til Nakhon Si Thammarat måtte fordobles til 30 ankomster. Interessen for Ai Khai var vokset, efter det blev spredt, at besøgende i templet havde fået opfyldt deres ønsker om blandt andet lotterigevinster, forretningssucces og inddrivelse af mistede eller stjålne genstande. Inde i en pavillon i templet står en træstatue af en omkring 10 år gammel dreng, hvori Ai Khais ånd bor. Legenden fortæller, at Ai Khai var en ung discipel hos en æret munk i Ayutthaya-perioden (1351-1767). Munken bad drengen om at beskytte en skattekiste på det sted, hvor Wat Chedi-templet ligger i dag. Desværre druknede drengen i en nærliggende flod, men alligevel tror tilbedere, at hans astrallegeme stadig hænger fast i templets lokaler. Ai Khai er også et almindeligt kaldenavn, der bruges om små drenge af folk i det sydlige Thailand.
- Planche om Ai Khai (Æggedrengen) i Wat Chedi.
- Planche om Ai Khai (Æggedrengen) i Wat Chedi.
- Træfiguren af Ai Khai (1982).

### Krasue
Krasue (thai: กระสือ, krā.sɯ̌) eller Ahb (khmer: អាប), er en natlig kvindelig ånd i den sydøstasiatiske folklore. Hun manifesterer sig oftest som en ung, smuk kvinde med luminescens glød og indre organer hængende ned fra nakken og bagved hovedet. Krasue bevæger sig ved at svæve i luften over jorden, for hun har ingen underkrop. Ud fra thailandske filmplakater kan halsen repræsenteres på forskellige måder, enten som kun luftrøret eller som hele halsen. Organerne under hovedet inkluderer normalt hjerte, mave og tarm.
I Thailand siger folk ofte, at en baby er "na kilat mak mak" (น่าเกลียดมาก, dansk: meget meget grim) i stedet for, at babyer er søde eller smukke. Det skyldes, at ondskabsfulde ånder som Krasue kan risikere at dukke op og tage babyen med sig, men tilsyneladende bryder ondskabsfulde ånder sig ikke om grimme babyer.
Rapporter om observationer af Krasue kan sammenlignes med lygtemænd, der menes at være forekomster af sumpgas (for eksempel metan) i vådområder, hvor gassen siver op og ved kontakt med den omgivende luft antændes i små blå gasflammer.

### Mae Nak
Ved bredden af Phra Khanong-kanalen, en vandvej i Bangkoks udkant, er der en helligdom for et meget kendt og populært spøgelse, Mae Nak (Frøken Nak) eller Nang Nak (Lady Nak), som de senere år er blevet et valfartssted for især kvinder, der søger let fødsel, eller beder for deres mand skal blive fritaget for militær værnepligt. Kvinden Nak er en smuk ung kvinde, hvis mand, Mak, bliver indkaldt til krigstjeneste. Da han drager af sted er Nak gravid, men både hun og barnet dør under en kompliceret fødsel, mens han er væk. Da Mak vender hårdt såret hjem fra krigen, finder han imidlertid sin elskede kone og deres barn i huset ved kanalens bred. Naboerne forsøger at advare ham om, at han lever sammen med et spøgelse, og alle der gør det, vil ende med at blive dræbt. Men han tror dem ikke, indtil en dag Nak forbereder nam phrik (En stærk chili sauce) på pælehusets veranda, hvor hun taber en limefrugt. I sin iver for at samle den op, strækker hun sin arm helt ned til jorden (spøgelset kan forlænge sine arme), i stedet for, at gå ned ad trappen og samle limefrugten op. Mak ser det og indser nu, at hans at kone er et spøgelse og flygter. Nak forfølger ham, men det lykkes Mak at nå frem til Wat Mahabut tempelet, som et spøgelse ikke kan komme ind i, da det er hellig jord. I sin sorg terroriserer Nak befolkningen ved Phra Khanong, rasende på dem, fordi de forårsagede, at Mak forlod hende. Det lykkes til sidst en eksorcist at fange Naks ånd i en krukke og kaste den i kanalen. Legenden findes i flere versioner og er blevet filmatiset adskillige gange siden 1959, senest i 2014.
- Mae Naks helligdom ved Phra Khanong-kanalen (2000)
- Portrætter af Mae Nak i hendes helligdom
- Mae Naks helligdom ved Phra Khanong-kanalen (2009)

## Andre Ånder

### Tham Luang-huleånden
Tham Luang på grænsen til Burma i den nordthailandske provins Chiang Rai blev verdenskendt i slutningen af juni, 2018, da tolv fodbolddrenge og deres træner blev fanget af uventede tidlige vandmasser umiddelbart før monsunregntiden i Doi Nang Non-bjergets mere end 10 kilometer lange hulekompleks, Tham Luang Nang Non, der er Thailands længste grotte. Hulen er en helligdom, hvor besøgende ved indgangen tænder lys og røgelsespinde foran figuren Jao Mae Nang Non, der kan oversættes som Liggende gudinde lady Non. Både bjerget og hulekomplekset bærer navnet Nang Non, som er en mytologisk prinsesse, der engang for længe siden forelskede sig i en staldknægt og blev gravid. Vel vidende at deres kærlighed var forbudt, flygtede de og gemte sig i hulen for at hvile. Da stalddrengen gik ud for at finde noget mad, blev han fanget af prinsessens fars soldater og dræbt. Fortvivlet stak prinsessen sig selv og blødte ihjel i hulen. Legenden siger, at hendes blod blev til vandet, der strømmer gennem hulen, mens hendes krop er de omkringliggende bjerge, der synes at ligne en liggende kvinde. De lokale tror, at prinsessens ånd nu vogter hulen, og de mener også, at ånden muligvis har noget at gøre med fodbolddrengenes forsvinden.
I de nordlige regioner er der sammenhæng mellem farer og huler, og en formodning om at de kvindelige huleånder, Jao Mae, er at betragte som bro mellem de levende og dødsriget, og derved også kan hjælpe mennesker, der beder til dem. I fortællingen om Tham Luang Nang Non, er hun faktisk blevet en del af den anden verden, da hun har dræbt sig selv, og er samtidig blevet både attraktiv og skræmmende. Men huler over hele nationen har helligdomme, mange af dem er buddhistiske og bærer ofte historier om Buddhas rejser i regionen, og hvordan han pacificerede frygtelige giganter (kæmper) eller spøgelser. Dette er grunden til, at asketiske religiøse praktikanter, som munke og eremitter (eneboer), undertiden opholder sig i huler for at meditere. Man finder helligdomme (altre) bygget ind i huler over hele landet, hvor folk forsøger at formilde ånderne, eller hulernes guder, der allerede har "tæmmet" ånderne. Nyhedsmedierne beskrev at fodbolddrengenes 25-årige træner tidligere som munk havde mediteret i en hule (det forventes at alle unge mænd i Thailand tilbringer en periode som buddhistisk munk), og derved kunne holde modet oppe hos de 12 drenge i den ugelange indspærring, og samtidig lære dem hvordan man overlever i en hule.

### Ånder i Bangkoks lufthavn
Der er adskillige eksempler på forfærdelige følger på grund af manglende respekt for et steds åndelige væsener. En af de mere spektakulære er fra åbningen af Bangkoks ny internationale lufthavn, Suvarnabhumi, beretningen illustrerer også, hvor seriøst myndighederne viser respekt for ånderne. Avisen Bangkok Post skrev om episoden den 24. september 2006, men artiklen er senere blevet fjernet fra avisens hjemmeside, og historiens dokumentation eksisterer derfor kun i andre medier, og som Internet cache. Under overskriften Spøgelsesagtige sammenstød på Suvarnabhumi skrev Bangkok Post, at AOT (Airports of Thailand) organiserede sit største religiøse ritual på den nye Lufthavn, for at afværge onde ånder, hvilket blot medførte et møde med det uforklarlige. Rygter om lejlighedsvise, "spøgelsesagtige observationer" havde cirkuleret siden den første fundament-sten blev lagt adskillige år tidligere. AOT var fast besluttet på at korrigere den voksende opfattelse af, at lufthavnen muligvis husede "uindbudte indbyggerne", og for at berolige de ansatte, udførtes et ritual ledet af 99 munke (99 er et lykketal i Thailand), der chantede i kor for at forbedre heldet for den nye lufthavn, før kommerciel åbning. Men halvvejs gennem ritualet, dukkede en ukendt dirrende mand op, og begyndte med kommanderende stemme at hævde, at han var "Poo Ming" (Bedstefar Ming), en skytsånd af jorden, hvorpå lufthavnen blev bygget. Han beordrede, at ordentlige åndehuse skulle bygges i lufthavnen før driften blev problemfri. Manden besvimede senere, og da han vågnede havde Poo Ming-ånden forladt ham. AOTs præsident, Chotisak Asapaviriya, udtalte efterfølgende, at »ceremonien havde bidraget til at styrke moralen af lufthavnspersonalet. Uanset hvad, så er ånde-troen forbundet med den thailandske livsstil. For de ikke-troende, er det bedst ikke at handle respektløst mod det overnaturlige. Samui Times omtalte hændelsen mere detaljeret i forbindelse med en senere spøgelsesdokumentation fra lufthavnen. Avisen skrev blandt andet, at Poo Ming ånden påstod, at lufthavnen var delvist bygget på en gammel gravplads. Området var tidligere kendt som Cobra Sumpen, men blev drænet og navngivet Suvarnabhumi, der betyder Land of gold (Jord af guld).

### Ensomme ånder
Der er ånder overalt og for de levende gælder det om, at have et godt forhold til ånderne.
Under coronaviruspandemien blev besøgene sparsomme på den kinesiske gravplads i Na Pa sub-distriktet i Chonburi, hvorfor de omkring 1.000 døde kroppe ikke fik særlig meget opmærksomhed (kineserne begraver deres døde, mens thailændere normalt kremerer), hvilket bekymrede de faste arbejdere på gravpladsen. Derfor hyrede de et firma (med rejsebiograf) til at vise kinesiske film, og en thailandsk film, for de "ensomme ånder".

## Nordiske husånder
Som en nordisk parallel kan nævnes, at fra Norge og Sverige kendes Tomten eller Tomtegubben, hvilket henviser til husgrundens eller rettere tomtens vætte. Dyrkelsen af Tomten stammer fra skikken med at begrave ofrede mennesker i husgrunden, angiveligt helt tilbage fra yngre stenalder. Den begravedes ånd bliver til Tomten, og ham skal man ifølge folketroen være god ved, for han kan være til megen gavn. Ofrer man ikke til ham, bliver han derimod ond. I Danmark kaldes Tomten for Nis eller Nisse (ikke at forveksle med hverken Juletomten eller Julenisse), og er i folkloren en kendt skikkelse som husgud eller værneånd på gårde, tillige omtales både skovnisser og kirkenisser.

## Foto galleri af åndehuse
- Nat Sin (ånd hus), Burmesisk åndehus i Yangons centrum
- Cambodianske åndehuse
- Chiang Mai er kendt for fint træarbejde, også eksport af træ-åndehuse til andre dele af landet
- Taksin Memorial Spirit House, Tak, Thailand
- Træåndehus på Koh Chang
- Åndehuse ved Koh Kho Khao Pier, Phangnga
- Åndehus ved tempel, Wat Tham Nakarat
- Åndehuse med ofringer ved vejsving (Koh Samui)
- Simpelt åndehus ved tempel, Wat Traphang Tong Lang, Sukhothai
- Åndehus ved tempel ruin i Chiang Mai
- Åndehus med ofringer ved Wat Pathumkongka
- Åndehuse foran thailandsk virksomhed på Koh Samui.
- Åndehuse foran en thailandsk virksomhed i Phetchaburi. Det store åndehus er for Phra Phrom, en fire-hovedet hindu-gud deva Brahma, der beskytter større virksomheder.
- Udtjente åndehuse i en skov ved Sukhothai
- Udtjente åndehuse i en skov på Koh Samui